# Wild Style
Pour plus de détails, voir Fiche technique et Distribution.
Wild Style est un film américain sur la culture hip-hop tourné en 1981 et 1982. Il s'agit d'une fiction mais le film se veut réaliste.
Considéré comme le premier film hip-hop, il comprend des apparitions de personnalités telles que Fab Five Freddy, Lee Quinones, Lady Pink, The Rock Steady Crew, The Cold Crush Brothers, Queen Lisa Lee de la Zulu Nation, Grandmaster Flash et ZÉPHYR.
Wild Style est tourné en 1981 et 1982 (le générique de fin montre deux affiches indiquant « 10 oct 1981 » et « 1 may 1982 », cette dernière comportant le bâtiment en béton repeint du film) et sort en salles en 1983. Il est édité en vidéo par Rhino Home Video en 1997. En 2007, il est sort en DVD pour le 25e anniversaire. Une édition collector du 30e anniversaire paraît sur Blu-ray en 2012.

## Synopsis
L'histoire se déroule dans le Bronx à New York. Le film raconte les débuts de la culture hip-hop en abordant tous les aspects, la danse (smurf, break dance), le rap, et le graffiti et les créateurs du hip-hop : les DJ pratiquant le Turntablism.
Un adolescent du Bronx nommé Raymond (Lee Quinones), est un graffeur anonyme mais célèbre sous le pseudonyme de « Zoro ». Raymond méprise un groupe de graffeurs, connu sous le nom d'Union Crew, qui ont tourné leurs talents vers des peintures murales légales et commandées sur les murs des terrains de jeux et des établissements commerciaux. Leurs graffitis ont attiré l'attention de Virginia (Patti Astor), une journaliste qui transporte la culture hip-hop des ghettos dans le monde de l'art du centre-ville. S'enchaînent les rencontres avec des graffeurs, des rappeurs et des breakers, qui débouchent sur un concert géant dans un lieu du Lower East Side décoré par Raymond.

## Fiche technique
- Titre : Wild Style
- Réalisation : Charlie Ahearn
- Scénario : Charlie Ahearn et Fab 5 Freddy
- Musique : Fab 5 Freddy et Chris Stein
- Photographie : Clive Davidson et John Foster
- Montage : Steven C. Brown
- Production : Charlie Ahearn
- Société de production : Wild Style
- Pays de production:  États-Unis
- Genre : Drame et film musical
- Durée : 82 minutes
- Dates de sortie : 
  - Canada : 1982 (festival des films du monde de Montréal)
  - États-Unis : 23 novembre 1983

## Distribution
- Lee Quinones : Raymond alias Zoro, un graffeur
- Sandra Fabara (Lady Pink) : Rose alias Lady bug
- Fred Brathwaite (Fab Five Freddy) : Phade
- Patti Astor : Virginia, la journaliste
- Andrew Witten (Zephyr) : Z Roc
- Busy Bee Starski : Chief Rocker
- Carlos Morales : Hector, le frère de Raymond

## Analyse
Ce film jouit d'une réputation certaine, il est un élément fondateur de la culture hip-hop et a suscité de nombreuses vocations dans le graffiti ou la danse.
Le mythique Rock Steady Crew (smurf, break dance) y apparait, tout comme les rappeurs Busy Bee Starski, Fantastic Romantic 5, Cold Crush, Rammellzee, ou Grandmaster Flash. Le graffeur Skeme s'y montre à visage découvert.
A l'occasion des quarante ans de ce film, un magazine en retrace l'histoire.
L'approche est un hybride d'une comédie musicale narrative et un documentaire, faisant jouer les vrais pionniers du hip hop dans une histoire vaguement scénarisée tournée entièrement dans le South Bronx, le Lower East Side et les chantiers de métro MTA. Symbole d'une époque de la première moitié des années 1980, ce film est le premier d'une longue série Break Street 84, Beat Street en 1984, Flashdance et Fame entre les deux comme initiateur et l'intermediaire Footloose puis Breakin' 2: Electric Boogaloo (suite du film Breakdance alias Break street 84) et la tendance se poursuivra avec Mismatched Couples et Rappin' en 1985 (la suite de Breakin' 2) mais la mode ensuite déclinera malgré la sortie d'un film comme Dirty Dancing en 1987 car l'arrivée entre-temps en 1985 du gangsta rap (initialement surnommé « gangsta boogie »), termine donc cette période avec une musique certes plus engagée mais marquant aussi la fin d'un certain idéalisme ainsi que pour la musique hip-hop et le monde en général.

## Héritage
En 2007, les VH1 Hip Hop Honors rendent hommage à Wild Style en reconnaissance de son influence sur la culture. Le film est également élu comme l'un des « dix meilleurs films rock and roll de tous les temps » par le Rock and Roll Hall of Fame. En 2012, il est classé no 1 sur la liste des « 10 meilleurs films hip-hop de tous les temps » du magazine Billboard.
Le film est projeté dans le cadre d'une rétrospective sur l'art des années 1980 au Musée d'Art contemporain de Chicago et à l'Institut d'art contemporain de Boston en 2012. En 2021, il est présenté au Musée des Beaux-Arts de Boston pour célébrer le week-end de clôture de l'exposition Writing the Future: Basquiat and the Hip-Hop Generation.
Le film est devenu culte dans le monde du hip-hop et des albums tels que Illmatic de Nas, Midnight Marauders de A Tribe Called Quest, Black Sunday de Cypress Hill, Resurrection de Common, Mm.. Food de MF DOOM, Check Your Head de Beastie Boys ou Quality Control de Jurassic 5 ont utilisé des extraits du film.

## Bande originale
La musique du film est élaborée par Charlie Ahearn en collaboration avec Chris Stein du groupe Blondie, et Fab Five Freddy en tant que directeur musical. Elle comprend la participation des artistes de hip-hop Busy Bee, The Cold Crush Brothers, DJ Charlie Chase, Grandmaster Caz, Grand Mixer DXT, Grand Wizzard Theodore & the Fantastic Five (sous lenomde Fantastic Freaks), Double Trouble (Rodney Cee & Kevie Kev Rockwell de Funky 4 + 1), Prince Whipper Whip, Rammellzee, AJ Scratch, D.J. Stieve Steve et Shockdell.
L'album est publié par en 1983 par Animal Records. Une nouvelle édition sortie en 2007 pour le 25e anniversaire est augmentée de plusieurs titres ainsi que d'un disque bonus contenant des remixes, des instrumentaux et du matériel pour DJ.
L'album est décrit par Leo Stanley sur AllMusic comme « l'un des disques clés du hip-hop du début des années 1980 ». Et pour Thomas Golianopoulos et Mosi Reeves du magazine Rolling Stone, c'est « sans doute le premier grand album hip-hop ».

### Disque vinyle original (1983)
| 1. | Wild Style Theme Rap 1           | Grandmaster Caz & Chris Stein            | 6:18 |
| 2. | M.C. Battle                      | Rodney Cee & Busy Bee                    | 3:52 |
| 3. | Basketball Throwdown             | Cold Crush Brothers vs. Fantastic Freaks | 1:16 |
| 4. | Fantastic Freaks At The Dixie    | Fantastic Freaks                         | 6:26 |
| 5. | Military Cut (Scratch Mix)       | DJ Grand Wizard Theodore                 | 3:35 |
| 6. | Cold Crush Brothers At The Dixie | Cold Crush Brothers                      | 4:48 |

| 1. | Stoop Rap                                   | Double Trouble (aka Rodney Cee & KK Rockwell) | 1:20 |
| 2. | Double Trouble At The Amphitheatre          | Double Trouble                                | 7:57 |
| 3. | Wild Style Subway Rap 2                     | Grandmaster Caz & Chris Stein                 | 3:37 |
| 4. | Gangbusters (Scratch Mix)                   | Grand Wizard Theodore                         | 1:20 |
| 5. | Rammellzee & Shock Dell At The Amphitheatre | Rammellzee & Shock Dell                       | 3:46 |

### Réédition CD25eanniversaire(2007)
| No  | Titre                                                            | Artiste                                       | Durée |
| --- | ---------------------------------------------------------------- | --------------------------------------------- | ----- |
| 1.  | Military Cut (Scratch Mix)                                       | DJ Grand Wizard Theodore                      | 3:35  |
| 2.  | M.C. Battle                                                      | Rodney Cee & Busy Bee                         | 3:52  |
| 3.  | Basketball Throwdown                                             | Cold Crush Brothers vs. Fantastic Freaks      | 1:16  |
| 4.  | Fantastic Freaks At The Dixie                                    | Fantastic Freaks                              | 6:26  |
| 5.  | Subway Theme (Scratch Mix) (inédit)                              | Grand Wizard Theodore & Chris Stein           | 2:52  |
| 6.  | Cold Crush Brothers At The Amphitheatre                          | Cold Crush Brothers                           | 5:42  |
| 7.  | Busy Bee's Limo Rap                                              | Busy Bee                                      | 1:02  |
| 8.  | Cuckoo Clocking (inédit)                                         | Fab 5 Freddy                                  | 1:11  |
| 9.  | Stoop Rap                                                        | Double Trouble (aka Rodney Cee & KK Rockwell) | 1:20  |
| 10. | Double Trouble At The Amphitheatre                               | Double Trouble                                | 7:57  |
| 11. | South Bronx Subway Rap (Original Version)                        | Grandmaster Caz & Chris Stein                 | 2:22  |
| 12. | The Chief Rockers Busy Bee, D.J. AJ At The Amphitheatre (inédit) | Busy Bee                                      | 0:44  |
| 13. | Busy Bee At The Amphitheatre                                     | Busy Bee                                      | 2:15  |
| 14. | Fantastic Freaks At The Amphitheatre                             | Fantastic Freaks                              | 1:54  |
| 15. | Gangbusters (Scratch Mix)                                        | Grand Wizard Theodore                         | 1:20  |
| 16. | Rammellzee & Shock Dell At The Amphitheatre                      | Rammellzee & Shock Dell                       | 3:49  |
| 17. | Down By Law (inédit)                                             | Fab 5 Freddy                                  | 1:08  |

Note : les titres Pretty Baby et Rapture de Blondie et Good Times de Chic figurent également dans le film, mais ne sont pas inclus dans les différentes éditions des albums de la bande originale.